# Raffaele Fornari
Raffaele Fornari, italijanski rimskokatoliški duhovnik, nadškof in kardinal, * 23. januar 1787, Rim, † 15. junij 1854.

## Življenjepis
24. januarja 1842 je bil imenovan za naslovnega nadškofa Niceje. 21. marca istega leta je bil imenovan za apostolskega nuncija v Belgiji in 3. aprila 1842 je prejel škofovsko posvečenje.
14. januarja 1843 je bil imenovan za apostolskega nuncija v Franciji. 21. decembra 1846 je bil imenovan za kardinala in pectore.
30. septembra 1850 je bil povzdignjen v kardinala in imenovan za kardinal-duhovnika S. Maria sopra Minerva.
7. junija 1851 je postal prefekt Kongregacije za študije.